# Sàliba
El sàliba és una llengua indígena de que pertany a la família lingüística de les llengües salibanes parlada a l'Est de Colòmbia i Veneçuela. El sàliba va ser utilitzat pels missioners jesuïtes al segle XVII per comunicar-se amb els pobles indígenes de les valls dels rius Meta, Orinoco i Vichada. Una aquarel·la de 1856 de Manuel María Paz és una representació primerenca dels sàlibes a la província de Casanare.

## Ús
El sàliba era parlat per un grup ètnic que vivia al llarg del centre del riu Orinoco. Aquest grup lingüístic estava tan aïllat que es va informar que l'idioma s'havia extingit el 1965. No es transmet a molts nens, però aquesta pràctica es reconsidera. A partir del 2007 els parlants de sàliba ara són gairebé tots bilingües en castellà, i els nens sàliba només aprenen castellà en lloc de la seva llengua ancestral. El 2007 a l'àrea Orocué l'idioma només es conserva en un grau alt entre les dones grans; altres entenen sàliba però ja no s'expressen en l'idioma. En total és parlada per 1.550 persones, d'elles 1.300 a Colòmbia el 2008.

## Gramàtica
El sàliba és un idioma SOV amb classes de noms i classificadors nominals. La llengua té un ric sistema morfològic. En alguns casos, la realització d'un morfema verbal depèn de la forma de la tija.

## Fonologia
El sàliba té una distinció de veu limitada i compta amb sis llocs d'articulació per oclusives. També hi ha dos contraparts ròtiques i nasals per a cadascun dels cinc llocs d'articulació per a vocals.
|            |            | Bilabial | Alveolar | Palatal | Velar | Velar | Glotal |
| nor.       | lab.       | Bilabial | Alveolar | Palatal |       |       | Glotal |
| ---------- | ---------- | -------- | -------- | ------- | ----- | ----- | ------ |
| Oclusiva   | Plana      | p        | t        |         | k     | kʷ    | ʔ      |
| Oclusiva   | Sonora     | b        | d        |         | ɡ     | ɡʷ    |        |
| Africada   | Africada   |          |          | d͡ʒ      |       |       |        |
| Fricativa  | Plana      | ɸ        | s        |         | x     |       | h      |
| Fricativa  | sonora     | β        |          |         |       |       |        |
| Nasal      | Nasal      | m        | n        |         |       |       |        |
| Ròtica     | Bategant   |          | ɾ        |         |       |       |        |
| Ròtica     | Vibrant    |          | r        |         |       |       |        |
| Aproximant | Aproximant | w        | l        | j       |       |       |        |

|         | Frontal | Central | Posterior |
| ------- | ------- | ------- | --------- |
| Tancada | i       |         | u         |
| Mitjana | e       |         | o         |
| Oberta  |         | a       |           |